# Tang Jiuhong
Tang Jiuhong (n. 14 februarie 1969, Anhua County⁠(d), Hunan, Republica Populară Chineză) este o jucătoare de badminton ce a reprezentat Republica Populară Chineză, medaliată olimpică. A participat la o ediție a Jocurilor Olimpice (1992) în care a câștigat o medalie de bronz.